# Paudalho
Paudalho este un oraș în Pernambuco (PE), Brazilia.